# Карашокы (Павлодарская область)
Карашокы (каз. Қарашоқы) — село в Баянаульском районе Павлодарской области Казахстана. Входит в состав Жанажольского сельского округа. Расположено на правом берегу реки Ащысу. На северо-востоке граничит с селом Жанажол. Код КАТО — 553639500.

## Население
По данным 1999 года, в населённом пункте не было постоянного населения. По данным переписи 2009 года, в населённом пункте проживали 143 человека (76 мужчин и 67 женщин).